# Mötley Crüe
Mötley Crüe er et amerikansk heavy metal-band som startede deres karriere i Los Angeles, Californien i 1980. De har solgt over 100 mio. albums på verdensplan.
Navnet Mötley Crüe kommer af at en ven af bandet udtalte "What a motley looking crew". Bandet er blevet kendt på sange som "Dr. Feelgood", "Home Sweet Home" og "Looks That Kill". De er også kendte for deres umådeholdne forbrug af alkohol og narkotika.
Gruppen bestod fra starten af sanger Vince Neil, bassist Nikki Sixx, trommeslager Tommy Lee og guitarist Mick Mars. I 1992 blev Neil smidt ud af bandet og erstattet af John Corabi. Han kom dog tilbage til bandet igen i 1997. De har fået en stjerne på Hollywood Walk of Fame.

## Biografi

### Dannelsen og de tidlige år (1980-1983)
Mötley Crüe blev dannet den 17. januar 1980, da bassisten Nikki Sixx forlod bandet London og begyndte at øve sammen med trommeslageren Tommy Lee og sanger og guitarist Greg Leon, hvor de to sidstnævnte tidligere havde arbejdet med Leon i et band ved navn Suite 19. Trioen øvede sammen i et stykke tid, inden Leon besluttede sig for at stoppe. Herefter begyndte Nikki og Tommy at lede efter nye medlemmer. Snart mødte de guitaristen Bob "Mick Mars" Deal, der aflagde prøve og herefter blev hyret af Sixx og Lee. Selvom en forsanger ved navn O'Dean aflagde prøve for bandet, endte forsangeren med at blive Vince Neil, som Lee havde kendt siden tiden på Charter Oak High School, og de to havde spillet sammen i forskellige garage-bands. Efter at have set Neil optræde med bandet Rock Candy på Starwood i Californien, foreslog Mars, at de skulle få ham med i bandet. Først afviste Neil tilbuddet, men efterhånden som de andre medlemmer af Rock Candy blev involveret i andre projekter, ville Neil gerne prøve noget nyt. Da Lee gav ham en sidste opfordring, takkede han ja og blev hyret den 1. april 1980. Det nydannede band havde endnu ikke noget navn. Mens de prøvede at finde et passende navn, kom Mars i tanke om en hændelse fra dengang, han spillede i White Horse, hvor en af de andre medlemmer havde kaldt bandet "a motley looking crew" ("en broget samling"). Han havde husket frasen og skrev det ned som Mottley Cru-. Efter at have ændret stavemåden en smule blev "Mötley Crüe" valgt som bandets navn. Stiliseringen med heavy metal-umlaut blev foreslået ar Neil, eftersigende inspireret af det tyske ølmærke Löwenbräu.[kilde mangler]
Bandets første udgivelse var singlen "Stick to Your Guns/Toast of the Town", der blev udgivet af Leathür Records – et pladeselskab ejet af bandet og deres første manager Allan Coffman. I november 1981 blev det selvproducerede debutalbumm Too Fast for Love udgivet på Leathür, og det solgte 20.000 eksemplarer. Coffmans assisten Eric Greif fik en canadisk turne stablet på benene, mens Coffman og Greif udnyttede bandets succes i Los Angeles' klubmiljø til at forhandle med pladeselskaber, hvilket resulterede i, at Mötley Crüe fik kontrakt med Elektra Records i foråret 1982. Efter krav fra Elektra blev debutalbummet genmixet af produceren Roy Thomas Baker og genudgivet den 20. august 1982 – to måneder efter Warners udgivelse i Canada, der brugte i originiale miksninger fra Leathür.
I løbet af "Crüesing Through Canada Tour '82"-turneen var der flere hændelser, der fik megen medieomtale. Først blev bandet anholdt og senere løsladt i lufthavnen i Edmonton for at have gået igennem tolden iført scenekostumer med spidse nitter (anset for at være "farlige våben") og for Neils håndbaggage, der var fyldt med pornoblade (anset for at være "uterligt materiale"); begge viste sig dog at være iscenesatte PR-stunts.[kilde mangler] Tolden endte med at destruere de beslaglagte genstande. Senere mens bandet spillede på Scandals Disco i Edmonton, nåede en falsk bombetrussel på forsiden af Edmonton Journal, der interviewede Greif og Lee. Dette viste sig også at være et mediestunt planlagt af Greif.[kilde mangler] Sidst men ikke mindst smed Lee et fjernsyn ud af vinduet på øverste etage af Sheraton Caravan Hotel. Det canadiske blad Music Express skrev, at bandet var "forvist fra byen for evigt". Selvom turneen endte i en økonomisk katastrofe tidligere end forventet, dannede den grundlag for Mötley Crües første internationale mediedækning.

## International berømmelse (1984-1991)
Efter en optræden på US Festival, samt med hjælp fra det nystartede MTV, strøg bandet mod succes i USA. Bandets medlemmer var lige så kendte for deres backstage-groupies, vilde påklædning, ekstremt højhælede støvler, et tykt lag makeup, og et tilsyneladende uendeligt forbrug af alkohol og narkotika, som de var for deres musik. Blandingen af heavy metal og glam rock resulterede i flere topsælgende albums i løbet af 1980'erne, såsom Shout at the Devil (1983), Theatre of Pain (1985) og Girls, Girls, Girls (1987), der viste bandets forkærlighed for motorcykler, whiskey og strip-klubber.
Medlemmerne har også fået deres skrammer i mødet med loven og livet generelt. I 1984 kørte Neil galt i sin De Tomaso Pantera på vej hjem fra en alkoholforretning; hans medpassager Nicholas "Razzle" Dingley - trommeslager i Hanoi Rocks - blev dræbt. Neil blev dømt til 30 dage i fængsel (dog sad han der kun i 18 dage) og en bøde på $2.000.000 for spirituskørsel og uagtsomt manddrab. Den korte fængselsdom blev argumenteret for af Neils advokater, så han derved kunne turnere, og dermed få råd til at betale den svimlende bøde. Senere udgav bandet to box-sets med titlen Music to Crash Your Car to.
Den 23. december 1987 omkom Sixx næsten af en overdosis heroin. På vej til hospitalet blev han erklæret død, men paramedicineren, der var Crüe-fan, genoplivede Sixx ved at give ham to skud adrenalin i hjertet.[kilde mangler] Hans kortvarige død var inspirationen til sangen "Kickstart My Heart", der toppede som nr. 16 på den amerikanske Mainstream Chart og findes på albummet Dr. Feelgood fra 1989.

## Diskografi

### Studiealbum
- 1981: Too Fast for Love
- 1983: Shout at the Devil
- 1985: Theater of Pain
- 1987: Girls, Girls, Girls
- 1989: Dr. Feelgood
- 1991: Decade of Decadence
- 1994: Mötley Crüe
- 1997: Generation Swine
- 2000: New Tattoo
- 2008: Saints of Los Angeles

### Ep'er
- 1984: Helter Skelter
- 1988: Raw Tracks
- 1990: Raw Tracks II
- 1994: Quaternary

### Livealbum
- 1999: Live: Entertainment or Death
- 2006: Carnival Of Sins: Live Volume 1
- 2006: Carnival Of Sins: Live Volume 2
- 2016: The End: Live in Los Angeles

### Opsamlingsalbum
- 1991: Decade of Decadence
- 1998: Greatest Hits
- 1999: Supersonic, and Demonic Relics
- 2003: 20th Century Masters: Millennium Collection
- 2005: Red, White & Crue
- 2005: Classic Mötley Crüe (Universal Masters Collection)
- 2009: Greatest Hits
- 2019: The Dirt Soundtrack

#### Bokssæt
- 2003: Loud as Fuck
- 2003: Music to Crash Your Car to: Vol. 1
- 2004: Music to Crash Your Car to: Vol. 2

### Dvd'er og videoer
- 1986: Uncensored
- 1990: Dr Feelgood: The Videos
- 1992: Decade of Decadence
- 2001: Lewd, Crüed & Tattooed
- 2003: Greatest Video Hits
- 2005: The Universal Masters DVD Collection
- 2005: Carnival of Sins
- 2008: Broadcasting Live

### Demoer
- 1981: Mötley Crüe
- 1981: Mötley Crüe
- 1981: Leathür demo